# Мери Роуч
Мери Роуч (на английски: Mary Roach) е американска авторка на научнопопулярни книги.

## Биография

### Образование
Родена е на 20 март 1959 г. в Хановър, Ню Хампшър. Завършва Хановърската гимназия, а след това получава бакалавърска степен по психология в Уеслианския университет през 1981 г.

### Кариера
След колежа Роуч се премества в Сан Франциско, Калифорния, и прекара няколко години, работeйки като редактор на свободна практика. Писателската ѝ кариера започва, докато работи на непълно работно време към Зоологическото общество на Сан Франциско, пишейки прессъобщения по теми като операцииите на брадавици на слоновете. В почивните си дни от работата там тя пише статии на хонорар за неделното списание „San Francisco Chronicle“, „Image“.
Пише статии за „Вог“, „GQ“, „The New York Times Magazine“, „Discover Magazine“, „Нешънъл Джиографик“, „Outside Magazine“ и „Wired“, води колонки в Salon.com, „In Health“ (рубриката „Stitches“), „Reader's Digest“ (рубриката „My Planet“) и „Sports Illustrated for Women (рубриката „The Slightly Wider World of Sports“).

## Личен живот
Омъжена е за Ед Рахълс, илюстратор и графичен дизайнер, от когото има две дъщери.

## Награди и признание
Книгата ѝ „Сковани: Любопитният живот на човешките трупове“ е бестселър на „Ню Йорк Таймс“ през 2003 г. и една от най-добрите книги на 2003 г. на „Entertainment Weekly“. Книгата е преведена на 17 езика, включително на унгарски и литовски.